# Before Crisis: Final Fantasy VII
Before Crisis: Final Fantasy VII (ビフォア クライシス -ファイナルファンタジーVII- Bifoa Kuraishisu -Fainaru Fantajī Sebun-?) es un videojuego RPG japonés desarrollado y publicado por Square Enix en 2004. Fue el primer juego original producido por Square Enix exclusivamente para teléfonos móviles, y fue lanzado en la red FOMA de la compañía japonesa NTT DoCoMo en la línea iMode de teléfonos móviles sobre una base de suscripción mensual. A partir de un anuncio en el TGS 2006, fue lanzado para la primera de dos compañías de móviles japonesas adicionales, Softbank Yahoo! Mobile, en enero de 2007, y una versión para EZWeb fue lanzada en abril de 2007. En su pre-E3 de 2005, durante la conferencia de prensa, Square Enix anunció que una versión del juego en inglés sería lanzada en Estados Unidos en algún momento durante el año 2006, pero esta afirmación ha demostrado ser falsa.

## Móviles compatibles
Estos son los modelos con los que el juego es compatible:
Nokia 3230,
Nokia 6600,
Nokia 6620,
Nokia 6630,
Nokia 6670 y
Nokia 7610.